# Golla Hammerich
Golla Hammerich (née à Roskilde le 1er novembre 1854 - Morte à Copenhague le 1er mai 1903) était une pianiste danoise.

## Biographie
Golla Andrea Bodenhoff Jensen était la fille du professeur en médecine Hans Peter Jensen (1818-1915) et de Golla Hermandine Rosing Bodenhoff (1820-1906), elle-même d'une célèbre famille d'acteurs au Danemark, les Rosing. Golla épouse en 1874 le musicologue Angul Hammerich (1848-1931). Leur fille Bodil Hammerich (1876-1942) sera une actrice connue notamment à Hollywood, sous le nom de Bodil Rosing. Golla Hammerich eut une courte romance avec le compositeur Johan Svendsen. Johan Svendsen a écrit une feuille d'album en son souvenir où il utilisa les lettres GABH (pour Golla Andrea Bodenhoff Hammerich).
Golla Hammerich suivit les cours de piano d'abord de Orpheline Olsen, et puis ceux de C.F.E. Horneman, Franz Neruda et August Winding. Excellente pianiste, elle fait ses débuts principalement dans le cercle familial, et notamment dans les concerts quotidiens qui avaient lieu au manoir de Fuglsang. En 1895, elle sera cependant chargée de l'organisation de la partie musicale de la grande exposition à Copenhague sur les femmes ce qui la met sous les projecteurs. Elle jouera alors des concerts avec les œuvres des grands classiques (parfois des concerts historiques sur instruments d'époque et notamment le clavecin) mais aussi celles des compositeurs contemporains tels que notamment Edvard Grieg ou  Julius Roentgen (qui étaient des amis), ou encore en trio avec des œuvres notamment de Anton Arenski avec Frederik Hilmer et Ernst Høeberg. En 1905, elle crée le quintette à clavier de Frederik Rung et plusieurs de ses pièces pour piano. Le 16 mars 1896, elle joue avec Agnes Adler une version  pour piano quatre mains de la seconde symphonie de Gustav Mahler. Ce concert inspirera son beau-frère Asger Hamerik, pour sa propre septième symphonie. 
Golla Hammerich sera aussi impliquée dans la Dansk Musikpædagogisk Forening. À côté de ses activités de pianiste de concert et pédagogiques,  elle est à la fois compositrice occasionnelle (elle est l'auteur notamment du Lied Drømme) et écrivain (notamment d'une pièce de théâtre partiellement autobiographique - Et Skriftemaal - publiée sous le pseudonyme Anselmus).

## Littérature
- Lisbeth Ahlgren Jensen, Golla Hammerich (1854-1903), Dansk Kvindebiografisk Leksikon
- L. B. Fabricius, Træk af dansk musiklivs historie, 1975
- Sigurd Berg, Træk af dansk Musikpædagogisks Historie, 1948

- Illustreret Tidende 32/1903